# Kate Martin
Pour les articles homonymes, voir Martin.
Kate Martin est une joueuse américaine de basket-ball née le 5 juin 2000 à Edwardsville dans l'Illinois.
Elle évolue aux Valkyries de Golden State en Women's National Basketball Association (WNBA).
Elle est double finaliste du championnat universitaire de la National Collegiate Athletic Association (NCAA) avec les Hawkeyes de l'Iowa en 2022-2023 et 2023-2024.

## Biographie
Kate Martin naît le 5 juin 2000 à Edwardsville dans l'Illinois,. Elle y grandit et joue quatre ans au basket-ball pour l'équipe du lycée d'Edwardsville.

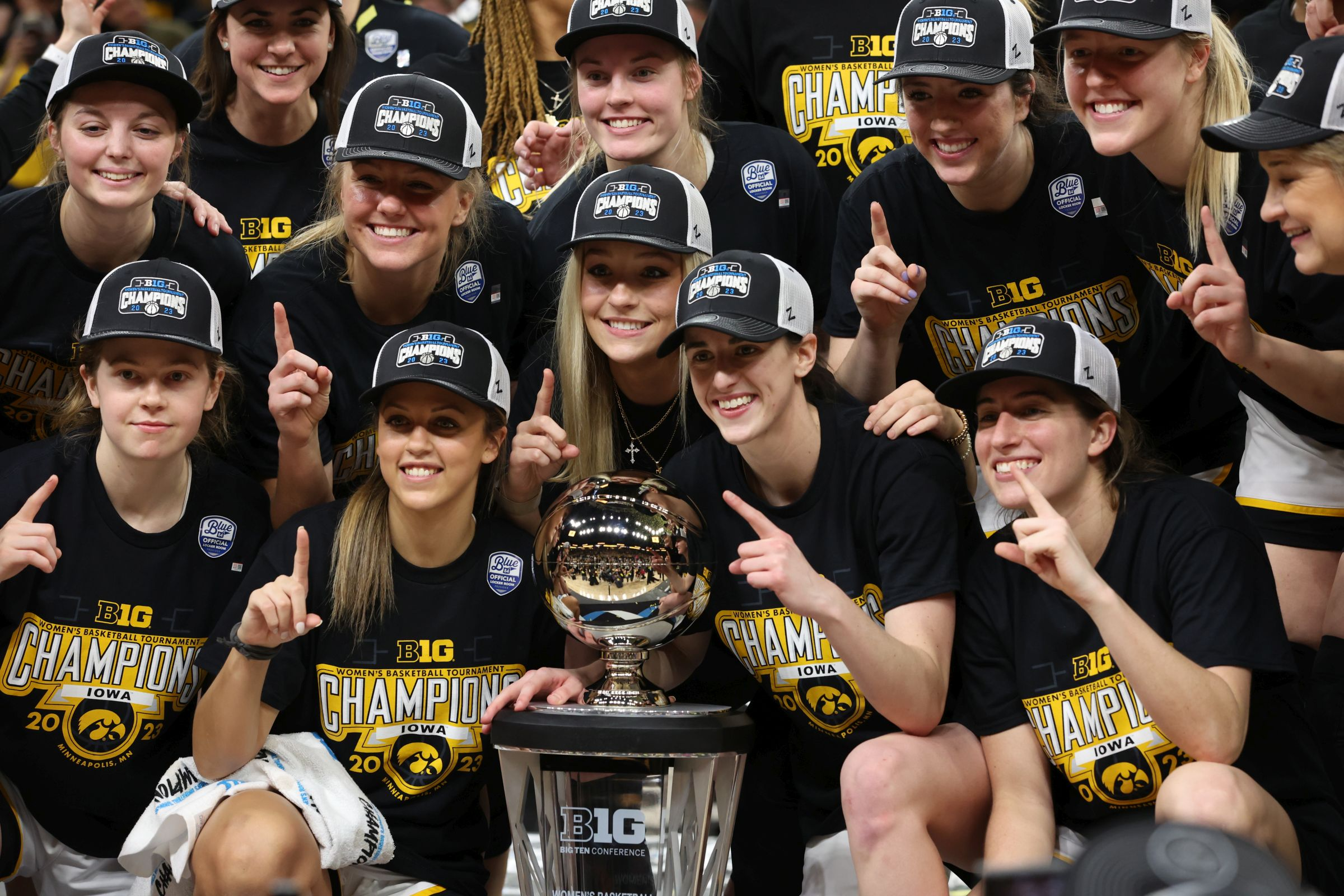
L'équipe d'Iowa, championne de la Big Ten.

Kate Martin atteint la finale du championnat universitaire de la National Collegiate Athletic Association (NCAA) en 2023 et 2024 avec les Hawkeyes de l'Iowa, emmenés par Caitlin Clark. Elle est surnommée The Glue (la colle) pour sa capacité à mener et fédérer le groupe.
Kate Martin est sélectionnée en dix-huitième position, au second tour de la draft 2024 par les Aces de Las Vegas,. Elle fait ses débuts dans la ligue professionnelle américaine le 18 mai 2024, lors de la victoire contre les Sparks de Los Angeles.